# Décès en 1092
Décès
- 1088
- 1089
- 1090
- 1091
- 1092
- 1093
- 1094
- 1095
- 1096

Cette page dresse une liste de personnalités mortes au cours de l'année 1092 :
- 14 janvier : Vratislav II de Bohême, prince de Bohême le 28 janvier 1061 et roi de Bohême.
- 28 mars : Armengol IV d'Urgell, comte d'Urgell.
- 6 ou 8 mai : Rémi de Fécamp, moine bénédictin anglo-normand, aumônier de l'abbaye de Fécamp, qui devint évêque de Lincoln après la conquête normande de l'Angleterre.
- 18 septembre : Jourdain de Hauteville, chevalier normand qui participa à la seconde phase de la conquête de la Sicile musulmane
- 19 novembre : Malik Shah Ier, Mu`izz ad-Dîn Djalal Jalâl ad-Dawla Malik Shah ou Melikşah, sultan seldjoukide.

- Abu'l-Qasim (en), gouverneur de Nicaea.
- Bermudo Ovéquiz (en), noble espagnol.
- Gérard II (évêque de Cambrai).
- Richard de Montfort, cinquième seigneur de Montfort l'Amaury.
- Nizam al-Mulk, Abû 'Alî al-Hasan al-Tûsî , vizir des sultans seldjoukides Alp Arslan et Malik Shah Ier.
- Nicolas de Normandie, 4e abbé de Saint-Ouen de Rouen, le 26 février
- Ugobaldo degli Obizi, cardinal italien.
- Vitelmo (en), évêque de Turin.
- Malik Shāh, sultan turc de la dynastie seldjoukide.

date incertaine (vers 1092)
- Bruno, cardinal-prêtre de S. Sabina.
- Conrad Ier de Bohême, duc de Znojmo et de Brno puis duc de Bohême.
- Jean Ier de Dol, seigneur de Combourg puis archevêque de Dol.

## Crédit d'auteurs
- Cet article est partiellement ou en totalité issu de l'article intitulé « 1092 » (voir la liste des auteurs).